# Tour de Colombie 1994
Le Tour de Colombie 1994, qui se déroule du 15 au 27 mars 1994, est une épreuve cycliste remportée par le Colombien José Jaime González. Cette course est composée d'un prologue et de douze étapes.

## Classement général final
| Classement général final | Classement général final | Classement général final | Classement général final                   | Classement général final |
|                          | Coureur                  | Pays                     | Équipe                                     | Temps                    |
| ------------------------ | ------------------------ | ------------------------ | ------------------------------------------ | ------------------------ |
| 1er                      | José Jaime González      | Colombie                 | Manzana Postobón                           | en 52 h 27 min 57 s      |
| 2e                       | Álvaro Sierra            | Colombie                 | Gaseosas Glacial                           | + 1 min 18 s             |
| 3e                       | Carlos Mario Jaramillo   | Colombie                 | Lotería de Medellín-Aguardiente Antioqueño | + 1 min 57 s             |
| 4e                       | Celio Roncancio          | Colombie                 | Gaseosas Glacial                           | + 2 min 6 s              |
| 5e                       | Efraím Rico              | Colombie                 | Manzana Postobón                           | + 3 min 46 s             |
| 6e                       | Óscar de Jesús Vargas    | Colombie                 | Lotería de Medellín-Aguardiente Antioqueño | + 5 min 8 s              |
| 7e                       | Pedro Rodríguez          | Équateur                 | Pony Malta-Avianca                         | + 7 min 55 s             |
| 8e                       | Juan Javier Castillo     | Colombie                 | Pony Malta-Avianca                         | + 11 min 59 s            |
| 9e                       | Héctor Palacio           | Colombie                 | Manzana Postobón                           | + 12 min 55 s            |
| 10e                      | Josué López              | Colombie                 | Gaseosas Glacial                           | + 14 min 34 s            |
| modifier                 |                          |                          |                                            |                          |